# 黄光达
黄光达（?—光緒二十七年十一月）湖南湘鄉人，清朝官員。

## 生平
黄光达在清朝光绪年间曾任阿克苏道、喀什噶尔道道员。光緒十三年（1887年），准署烏魯木齊提督譚上連、喀什噶爾道員黃光達，要求在任命坎巨提頭目前查核该头目。光绪十九年（1893年），阿克苏道黄光达提出“地方驻营较多，商旅辐辏，兵勇细民日用所需零星者多，成整者少，且红钱素窘，兑换维艰”，况且整锭的白银流通困难，造成“军民俱困”的局面，乃向向道库借成本银，铸造光绪银元，史称“阿克苏造光绪银元”。

## 家庭
- 养子：尧乐博斯